# Santa Catalina (Negros Oriental)
Santa Catalina es un municipio de Segunda Clase de la provincia en Negros Oriental, Filipinas. De acuerdo con el censo del 2000, tiene una población de 67,197 en 13,125 hogares. 

## Barangays
Santa Catalina está políticamente subdividido en 22 barangays.
| - Alangilan - Amio - Buenavista - Kabulacan - Caigangan - Caranoche - Cawitan - Fátima - Mabuhay - Manalongon - Mansagomayon | - Milagrosa - Nagbinlod - Nagbalaye - Obat - Población - San Francisco - San José - San Miguel - San Pedro - Santo Rosario - Talalak |